# Гора Лисиця
Лисиця (пол. Łysica) — найвища вершина Свентокшиських гір у Польщі, розташована в Лисогірському пасмі, в межах Свентокшиського національного парку.

## Географія
Гора має дві вершини: східну, відому як Скеля Агати (пол. Skała Agaty), висотою 612 м над рівнем моря, та західну — 604 м. Відносна висота гори становить 362 метри. Північні схили вкриті кам'яними осипищами — голобожами, що є характерним геоморфологічним елементом регіону.

## Геологія
Породи, що складають Лисицю, належать до кембрійського періоду (близько 500 млн років тому) й представлені переважно кварцитовими пісковиками. Через це вершина та підніжжя вкриті численними уламками порід, які утворюють мальовничі осипища.

## Природа
Лисиця розташована на території Свентокшиського національного парку, створеного у 1950 році. Початкова площа парку становила 6054 га, згодом її розширено до 7626,45 га (станом на 2007 рік). Ліси переважно складаються з ялиці, бука та ялини. Значна частина лісів охороняється з 1924 року.

## Туризм
Найкоротший і найпопулярніший шлях до вершини — червоний туристичний маршрут зі Святої Катажини. Протяжність маршруту становить приблизно 3 км, а час підйому — від 45 хвилин до години. На маршруті розміщені дерев'яні сходи, містки та інформаційні табло, що робить його одночасно екологічною стежкою.
У сезон (2 квітня — 31 жовтня) з 9:00 до 17:00 вхід на територію парку є платним: звичайний квиток — 7 злотих, пільговий — 3,5.

## Історія та легенди
Назва Свентокшиських гір походить від релі́квій Животворного Хреста, які зберігаються у монастирі на цій горі.
Згідно з місцевими легендами, на вершині Лисиці колись стояв замок, у якому мешкали дві сестри. Старша з них заздрила молодшій й замислила вбивство, однак під час бурі блискавка влучила в замок і зруйнувала його. Сльози молодшої сестри створили джерело святого Франциска у підніжжі гори.

## Пам'ятки
На шляху до вершини туристи проходять біля:
- каплички святого Франциска з XIX століття,
- пам'ятників жертв нацистського терору,
- місця, присвяченого пам'яті Стефана Жеромського.

На самій вершині розміщено дерев'яний хрест  — репліка зразка 1930 року, а також залишки тріангуляційної вежі.

## Корона гір Польщі
Лисиця входить до переліку Корони гір Польщі як 28-й за списком пік і є найнижчим серед включених у цей реєстр.

## Галерея

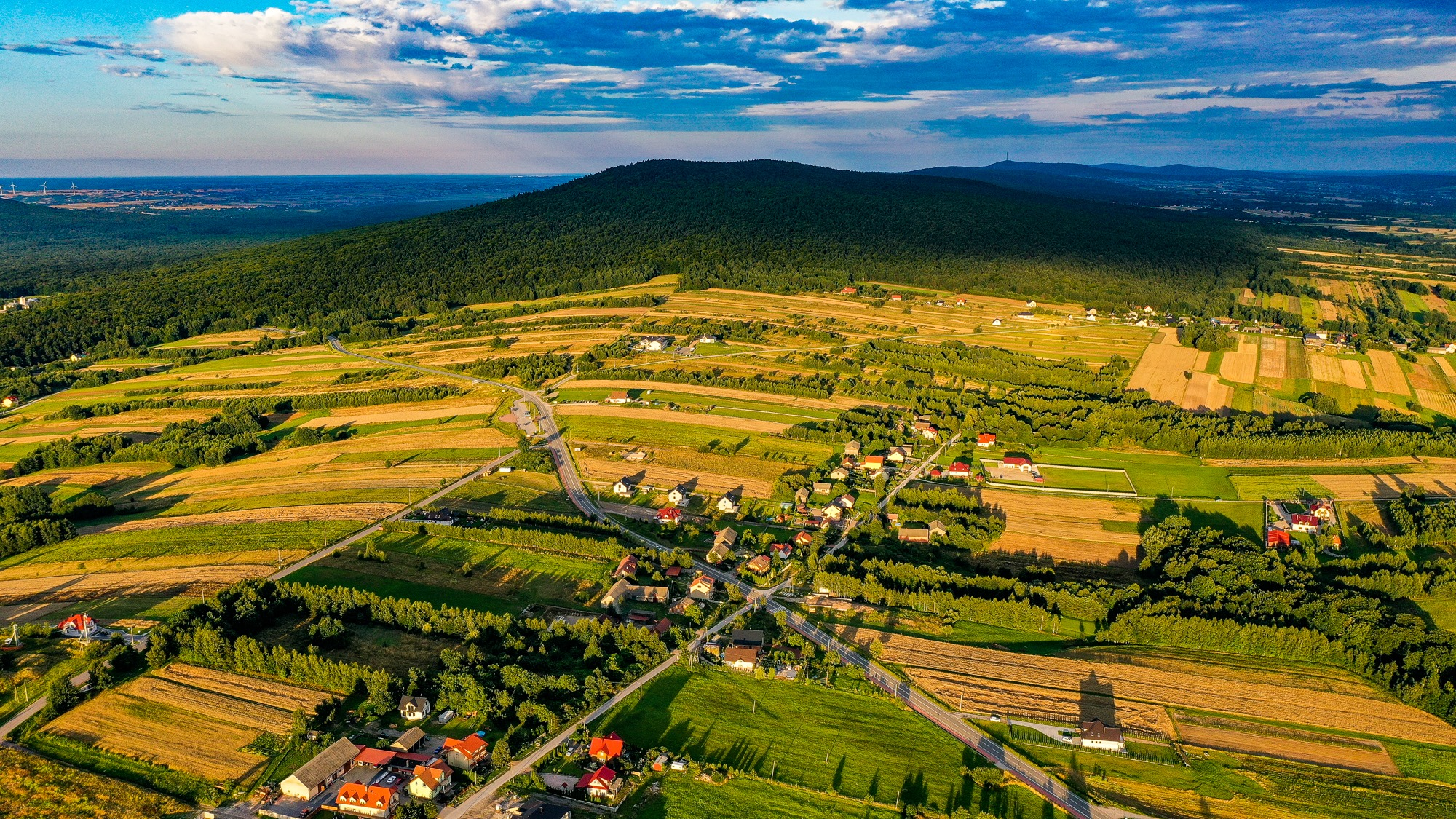
Лися від заходу
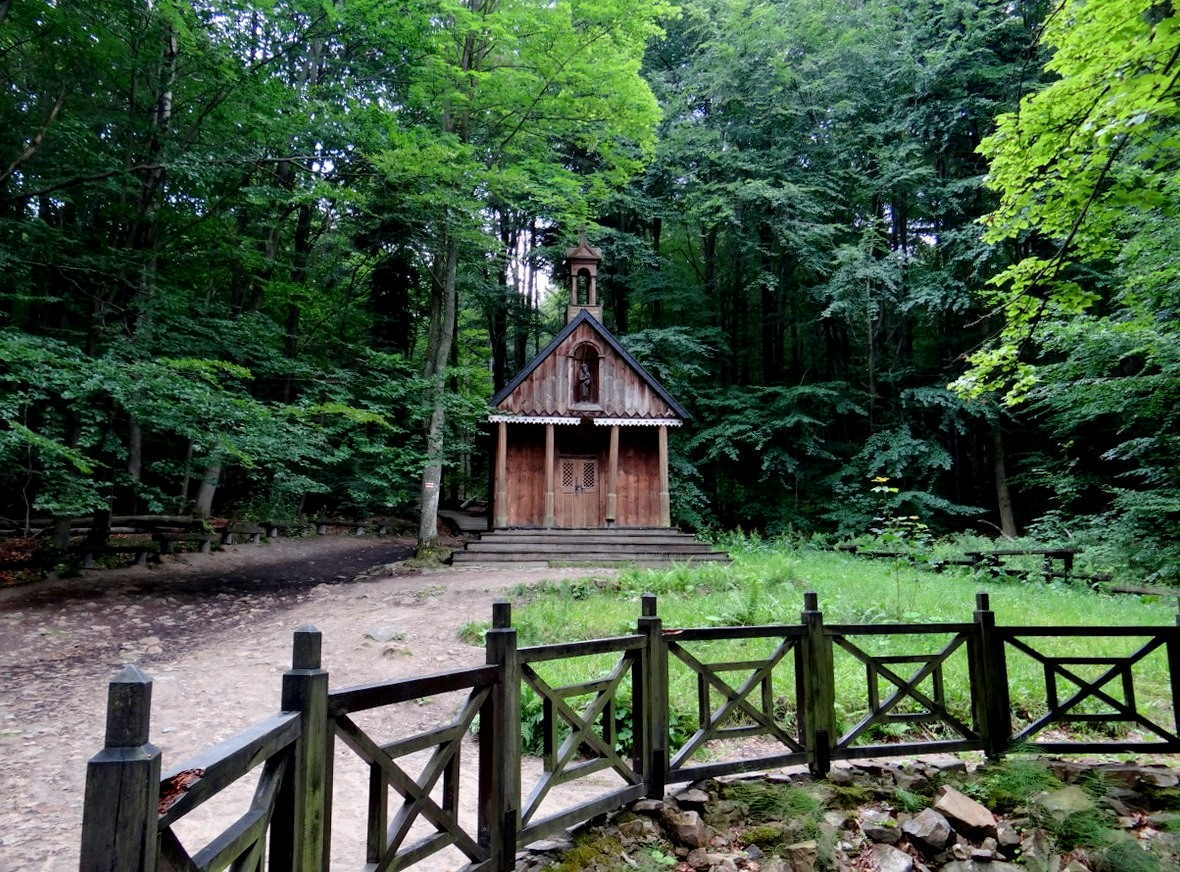
Капличка св. Франциска
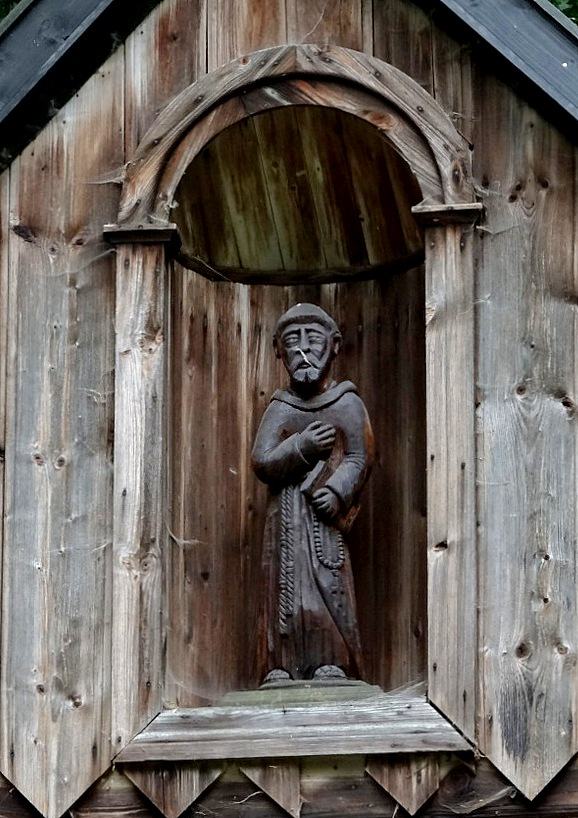
Фігура св. Франциска
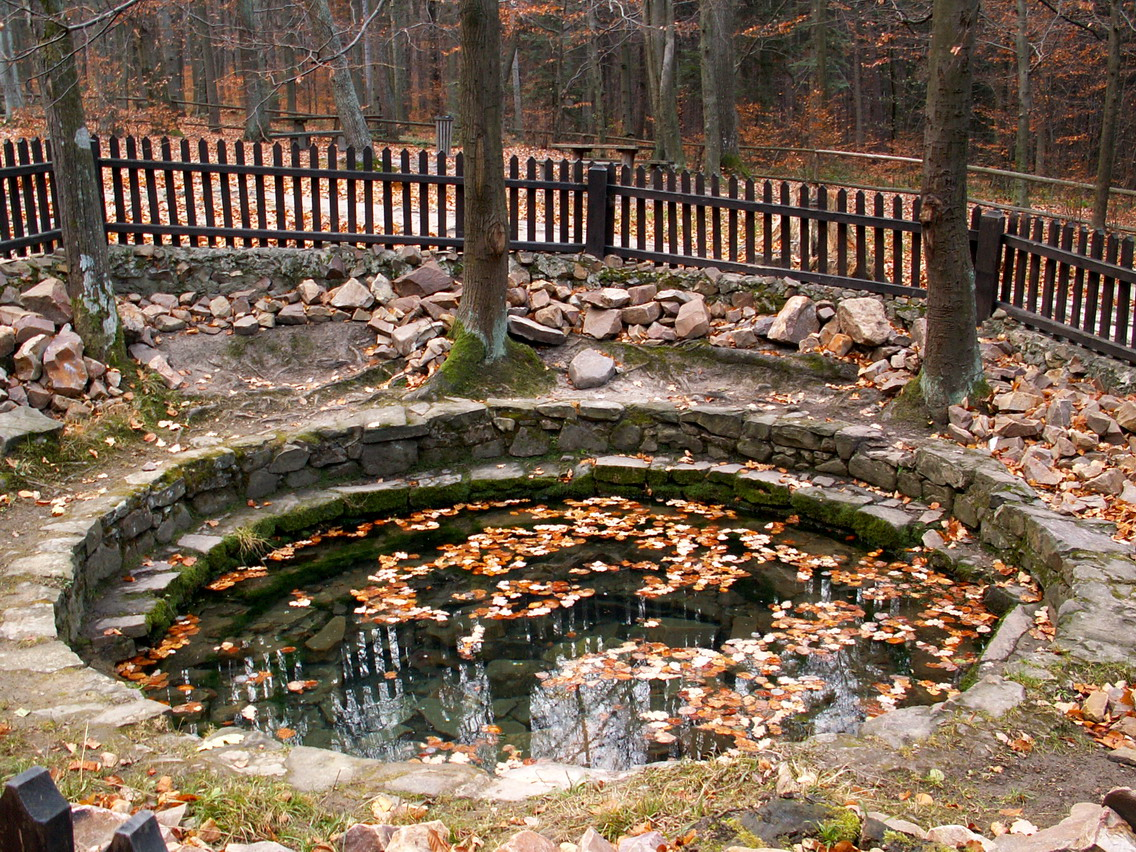
Джерело св. Франциска
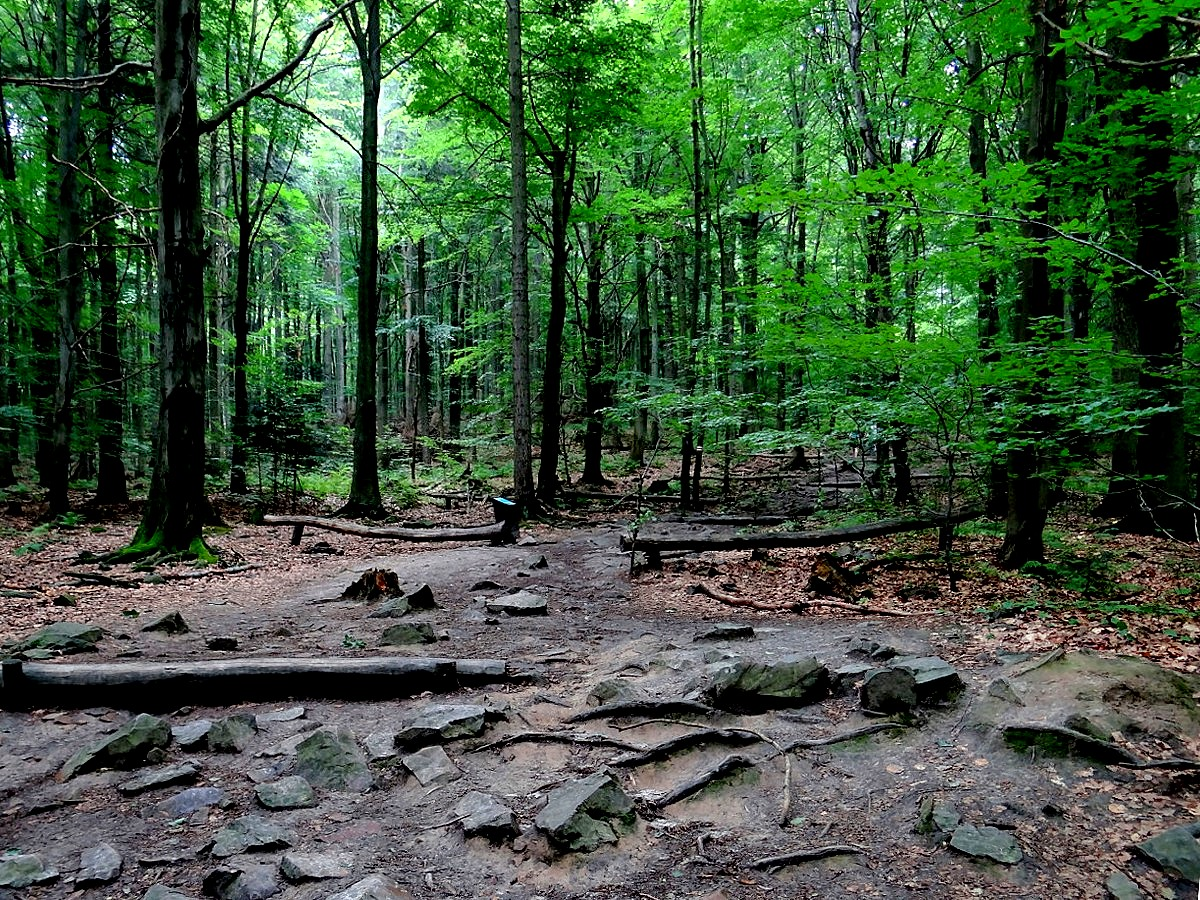
Червоний маршрут на Лисицю
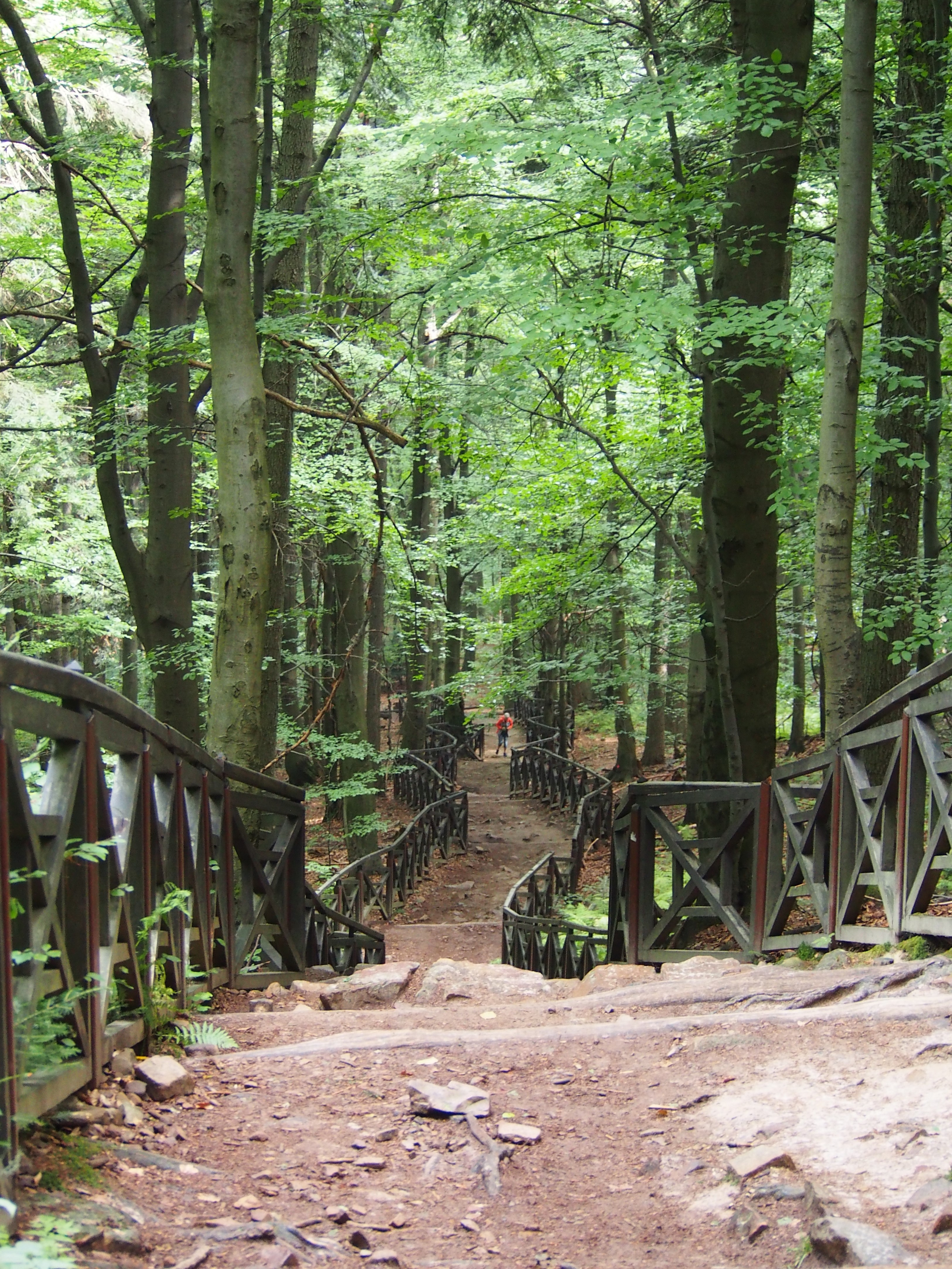
Червоний маршрут на Лисицю
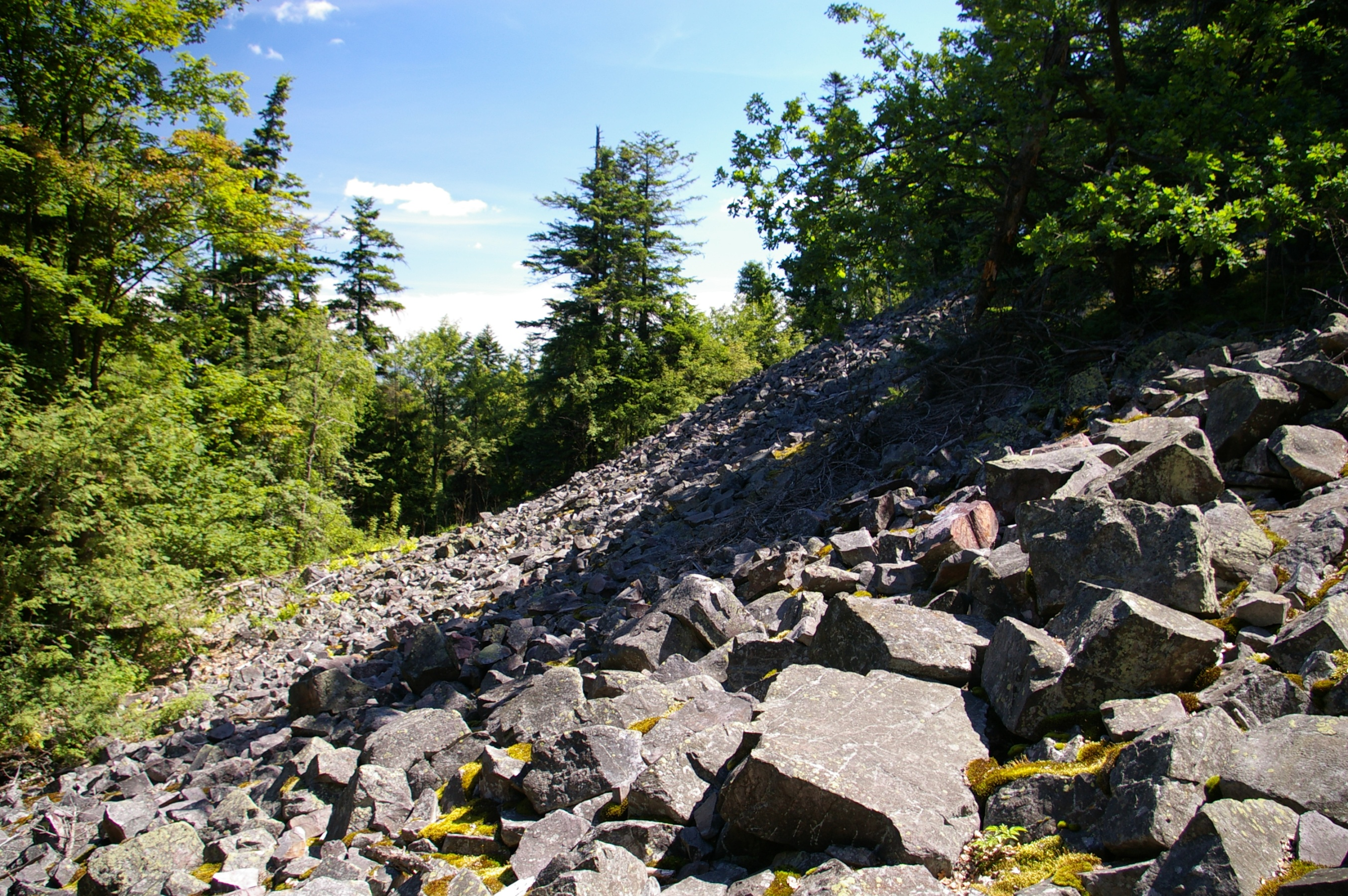
Кам'яна осип
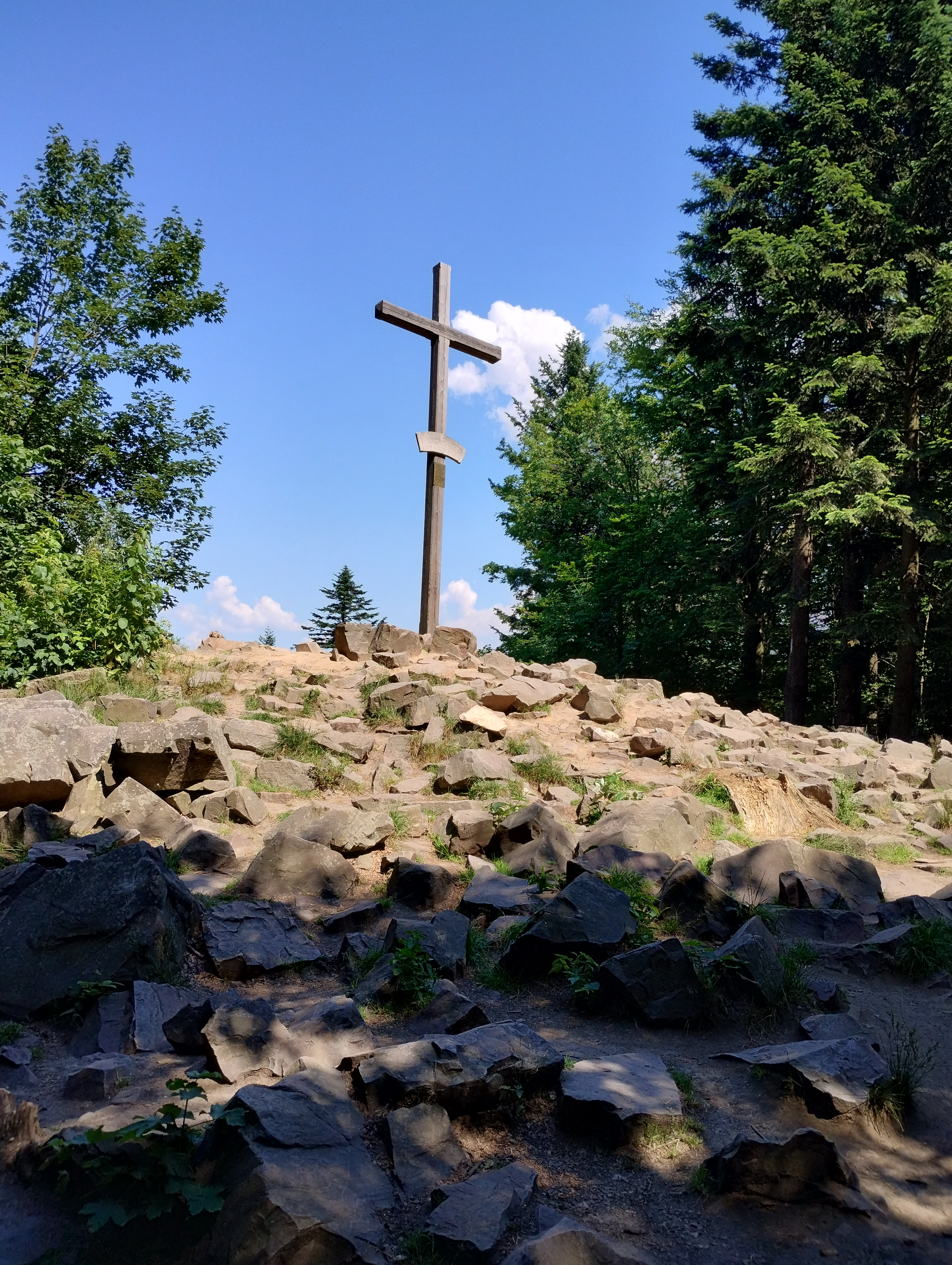
Хрест на західній, нижчій вершині Лисиці
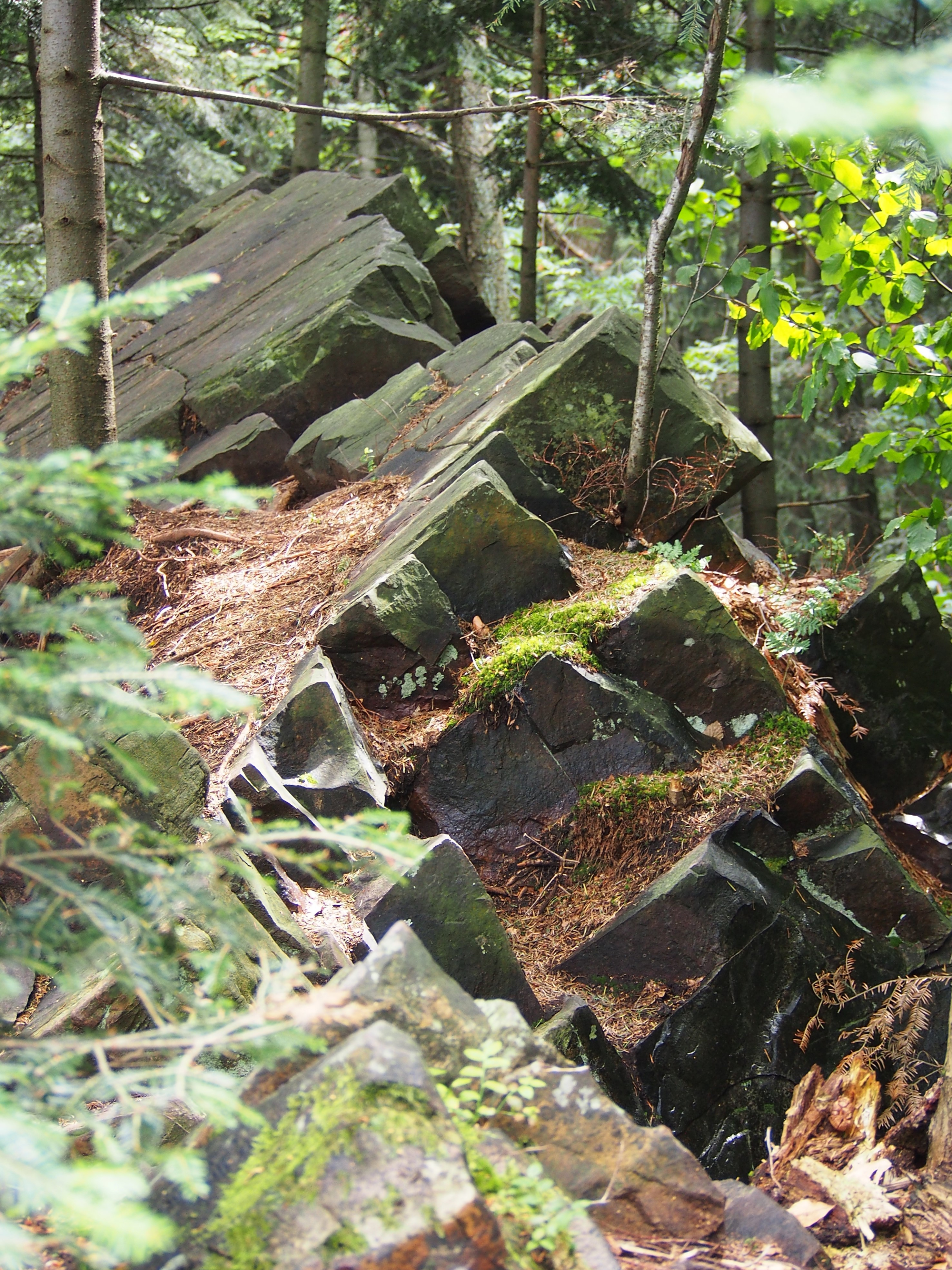
Скеля Агати, східна вершина Лисиці